# Parco di Baggio
Il parco di Baggio è un parco cittadino di Milano. Prende il nome dall'antico borgo di Baggio, di cui occupa il centro. Prima vi era una cascina sorta dopo che il monastero degli Olivetani che vi si trovava e che fu soppresso nel 1773, sotto il dominio austriaco; la cascina fu attiva fino alla prima metà del secolo scorso.
Il parco fu realizzato nel 1964, piantumando i prati all'intorno e restaurando il complesso murario, trasformandolo nella sede dell'allora Consiglio di zona 18, sottraendo la struttura all'ipotesi edificatoria, ora invece bellissima sede zona 7 della 
Polizia Locale.

## Storia
Il convento degli Olivetani fu fondato nel XIII secolo e l'edificio, malgrado le molte modifiche subite nel tempo per adattarlo all'uso e il moderno restauro, conserva ancora tracce, se non dell'origine, della sua storia secolare, in particolare strutture quattrocentesche. Attualmente vi hanno sede il presidio della polizia municipale, l'aula e gli uffici del consiglio di zona 7, mentre la biblioteca comunale, una delle più fornite e frequentate della città, è stata trasferita in un edificio attiguo e dispone di un "giardino di lettura".

## Flora e attrezzature
Tra le piante del parco, oltre a tre vetusti gelsi, che testimoniano come nella cascina si allevassero i bachi da seta, ricordiamo bagolari, pioppi, querce rosse e farnie, cedri dell'Atlante e pini neri, alberi di Giuda, olmi, ciliegi da frutto, faggio, carpino, sofora giapponese e robinie, aceri di monte, ippocastani. Tra le attrezzature, un'area giochi per i bambini, uno spazio riservato ai cani e un campo per il basket e la pallavolo che, qui, è cintato da un'alta rete per la vicinanza della strada.

## La Sagra di Baggio

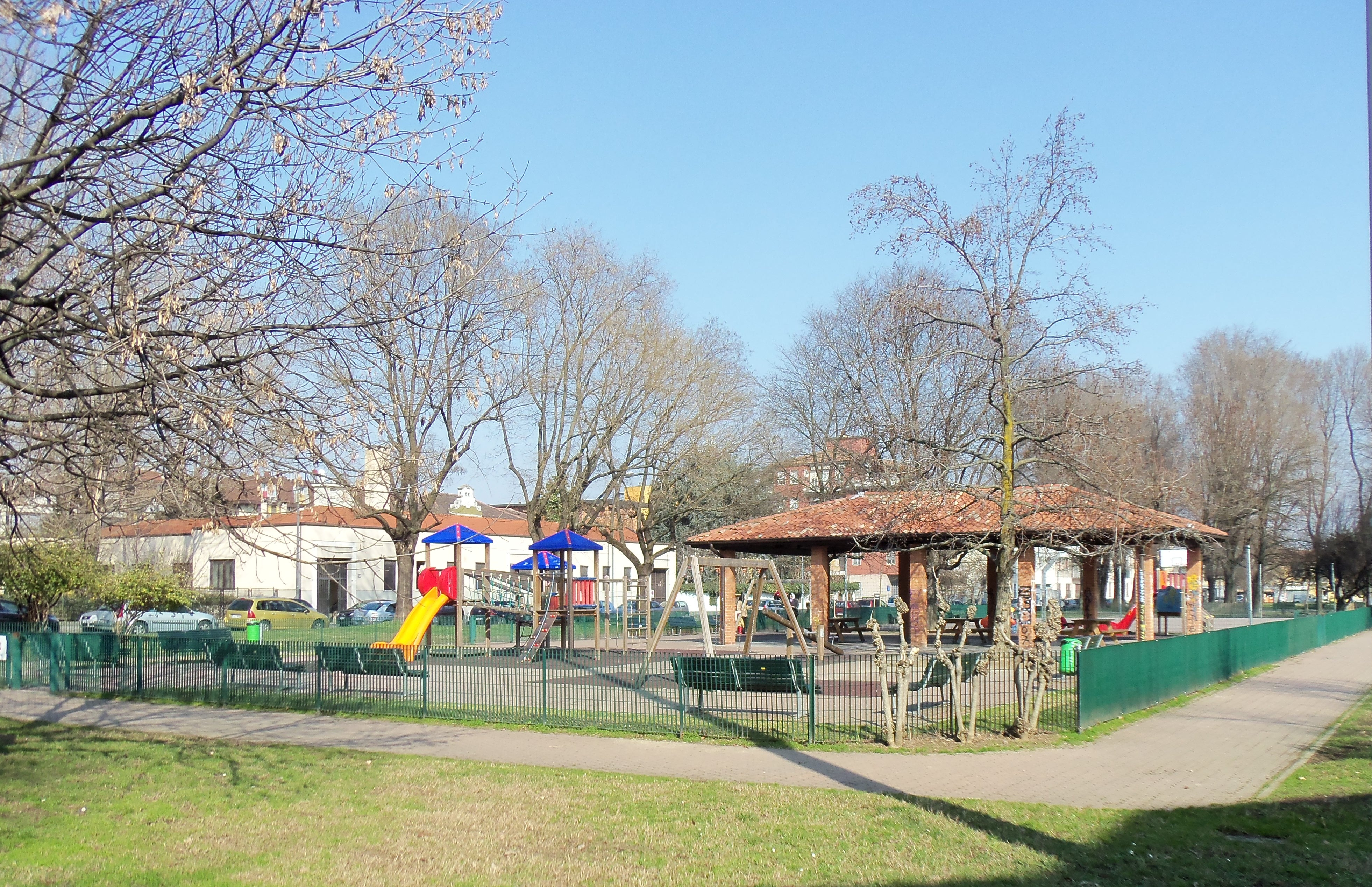
L'area giochi e pic-nic

Nel terzo fine settimana di ottobre di ogni anno, il parco è il punto centrale dell'antica sagra del borgo, che si svolge dal 1628, una delle più antiche del Milanese e che viene organizzata in collaborazione dal consiglio di zona e dal comune.